# Paragymnopleurus sumatrensis
Paragymnopleurus sumatrensis är en skalbaggsart som beskrevs av Teruo Ochi och Masahiro Kon 1997. Paragymnopleurus sumatrensis ingår i släktet Paragymnopleurus och familjen bladhorningar. Inga underarter finns listade i Catalogue of Life.